# تاکیزاوا باکین
تاکیزاوا باکین یا کیوکوتِی باکین (به ژاپنی: 曲亭 馬琴 Takizawa Bakin); ۴ ژوئیهٔ ۱۷۶۷ – ۱ دسامبر ۱۸۴۸) رمان‌نویس در اواخر دوره ادو اهل ژاپن بود. او بیشتر به روحیه و اخلاقیات طبقه سامورایی پرداخت و کتاب‌های بسیاری دربارهٔ منش و خصال رزمندگان نوشت. بیشتر به خاطر آثاری مانند نانسو ساتومی هاکندن و چینستسو یومی‌هاریسوکی (قصه‌های عجیب هلال ماه) شناخته می‌شود. هر دو نمونه برجسته ای از «یومیوهون» قرن نوزدهم یا «کتاب برای خواندن» (در مقابل کتاب‌های تصویری و کتاب برای حفظ کردن) هستند.

## زندگی
باکین در ۴ ژوئیه ۱۷۶۷ در ادو (توکیو فعلی) (توکیو) متولد شد، پنجمین پسر اومون و اوکیوشی بود. پدر او، اوکیوشی، سامورایی در خدمت یکی از ملازمان شوگون، ماتسودایرا نوبوناری بود. دو برادر بزرگتر او در نوزادی درگذشتند، در حالی که دو نفر دیگر، رابون (۱۷۵۹–۱۷۹۸) و کیچی (۱۷۶۵–۱۷۸۶) نقش اصلی را در زندگی باکین ایفا کردند. او دو خواهر کوچکتر داشت، اوهیسا، متولد ۱۷۷۱ و اوکیکو، متولد ۱۷۷۴.
باکین در خاطرات روزانه خود نوشت که پدرش، نوشیدن زیاد الکل، بورس تحصیلی و ادبیات کلاسیک علاقه داشت و در کار خود به عنوان یک سامورایی کوشا بود. پدر وی در سال ۱۷۷۵ درگذشت، هنگامی که باکین تنها ۹ سال داشت، به سبب اینکه از طریق نوشیدن نقرس را تشدید کرده بود. به زودی کمک هزینه خانواده باکین به نصف کاهش یافت و در دسامبر سال بعد، برادرش رابون خدمات خود را به خاندان ماتسودایرا را رها کرد تا به عنوان یک رونین (سامورایی بدون ارباب) زندگی کند. در نتیجه باکین و خانواده اش مجبور شدند به خانه بسیار کوچکتری بروند.
در سال ۱۸۰۷، باکین شروع به انتشار چینستسو یومی‌هاریسوکی (قصه‌های عجیب هلال ماه) یک رمان فانتزی، و یکی از شاهکارهای وی در مورد فعالیت‌های میناموتو نو تامه‌تومو در شورش هوگن و به وجود آمدن پادشاهی ریوکیو کرد و محبوبیت او سر به فلک کشید. همچنین توسط تصاویر خلاقانه و قدرتمند کاتسوشیکا هوکوسائی به این محبوبیت کمک کرد، اما به دلیل اختلاف نظر با هوکوسائی در زمینه تصاویر، این همکاری با هفت اثر به پایان رسید.